# Rumänischer Eishockeypokal 2003/04
Der Rumänische Eishockeypokal, rumänisch Cupa României la Hochei pe gheață wird seit 1969 ausgetragen.

## Teilnehmer und Modus
An der Austragung des Rumänischen Eishockeypokals im Jahre 2003 nahmen die vier Mannschaften der vorjährigen Rumänischen Liga und mit dem HC Csíkszereda eine weitere Mannschaft aus Miercurea Ciuc teil. In zwei Gruppen qualifizierte sich jeweils der Sieger für das Finale. Die Süd-Gruppe bestand allerdings nur aus zwei Mannschaften. Es fand jeweils nur ein Spiel ohne Rückspiel statt. Das Finale wurde im Modus Best-of-Three durchgeführt.
| Steaua Bukarest | Sport Club Miercurea Ciuc | CS Progym Gheorgheni |
| HC Csíkszereda  | Dinamo Bukarest           |                      |

## Gruppenphase

### Gruppe Nord
| 18. September 2003 | SC Miercurea Ciuc | 9:1 (1:0, 4:0, 4:1) | HC Csikszereda | Miercurea Ciuc |

| 19. September 2003 | HC Csíkszereda | 0:7 (0:2, 0:1, 0:2) | CS Progym Gheorgheni | Miercurea Ciuc |

| 20. September 2003 | SC Miercurea Ciuc | 7:1 (2:0, 3:1, 3:0) | CS Progym Gheorgheni | Miercurea Ciuc |

| Platz | Verein                    | Sp. | S | N | Tore | Punkte |
| ----- | ------------------------- | --- | - | - | ---- | ------ |
| 1     | Sport Club Miercurea Ciuc | 2   | 2 | 0 | 16:2 | 6      |
| 2     | Progym Gheorgheni PH      | 2   | 1 | 1 | 8:7  | 3      |
| 3     | HC Csíkszereda            | 2   | 0 | 2 | 1:16 | 0      |

### Gruppe Süd
| 9. Dezember 2003 | Steaua Bukarest | 10:4 (3:1, 4:1, 3:2) | Dinamo Bukarest | Miercurea Ciuc |

## Finalrunde
| 13. Dezember 2003 | SC Miercurea Ciuc | 1:2 (0:0, 1:0, 0:2) | CSA Steaua Bucarest |  |

| 14. Dezember 2003 | CSA Steaua Bucarest | 1:7 (0:6, 0:0, 1:1) | SC Miercurea Ciuc |  |

| 16. Dezember 2003 | SC Miercurea Ciuc | 3:2 n. V. (0:1, 0:0, 2:1, 1:0) | Steaua Bucarest |  |

Damit hatte der Sport Club Miercurea Ciuc in einem knappen Finale nach 2001/02 zum zweiten Male den Pokal gegen den Seriensieger Steaua Bukarest gewonnen.